# Monsieur Coccinelle
Pour plus de détails, voir Fiche technique et Distribution.
Monsieur Coccinelle est un film français réalisé par Dominique Bernard-Deschamps, sorti en 1938.

## Synopsis
Alfred Coccinelle est un petit fonctionnaire falot sous la coupe de Mélanie, sa femme autoritaire. Ils hébergent Aurore, une vieille tante vieillissante qui, malgré son âge et sa mauvaise santé, n'a pas perdu l'espoir de voir un jour réapparaître le magicien Illusio, son grand amour de toujours. Quand il s'annonce effectivement, elle s'évanouit. Peu après, elle quitte ce bas monde...

## Fiche technique
- Titre : Monsieur Coccinelle
- Réalisation : Dominique Bernard-Deschamps, assisté de Pierre de Hérain
- Scénario et dialogues : Dominique Bernard-Deschamps
- Musique : Daniel Rogers
- Décors : Boris Bilinsky
- Photographie : Victor Arménise et Jean Bachelet / Cadreur : Jean Lallier
- Son : Paul Boistelle
- Montage : Raymonde Delor
- Directeur de production : Pierre Geoffroy
- Société de production : Films Coccinelle
- Sociétés de distribution : Cinéfi (1938), puis DisCiNa (pendant la guerre), René Château Vidéo, (en VHS en 1998 et en DVD en 2023)
- Pays :  France
- Format : Noir et blanc - Son mono, 35 mm (positif et négatif), 2,35:1
- Genre : Comédie
- Durée : 100 minutes
- Date de sortie : 
  - France : 2 novembre 1938

## Distribution
- Pierre Larquey : M. Alfred Coccinelle
- Jane Loury : Mélanie Coccinelle
- Jeanne Provost : la tante Aurore
- René Bergeron : Dutac
- Robert Pizani : Illisio, le prestidigitateur
- Michèle Béryl : la vendeuse de cigarettes
- Marcel Pérès : Brutus Dupont, le boucher-charcutier
- Yette Lucas : Hortense Dupont, sa femme
- Robert Moor : un médecin

acteurs non crédités
- René Blancard : Presto, l'entrepreneur des pompes funèbres
- Fernand Blot
- Jean Diener
- René Fluet : un médecin
- Vivette Galy : Rosalie, la bonne des Coccinelle
- Harry-Max
- Léon Larive : un joueur de billard
- Georges Marceau
- René Navarre : un habitué du bistrot
- André Numès Fils : un joueur de billard
- Robert Ralphy
- Henri Richard
- Lucien Suire : le percepteur
- Titys : le trompettiste
- Henri Vilbert : Emile, le patron du café